# Lipodistrofia
Lipodistrofia é uma anormal distribuição de gordura corporal. Surge em pacientes que tendam a desenvolver resistência à insulina, diabetes e tenham altos níveis de triglicerídeos. Algumas formas são hereditárias e incluem a síndrome de Berardinelli-Seip. Também é habitual em pacientes seropositivos.